# Халип, Яков Николаевич
Я́ков Никола́евич Хали́п (Санкт-Петербург, 1908 — Москва, 1980) — выдающийся мастер советской фотографии; известный фотограф, фотохудожник, прямой наследник русского авангарда в фотографии, ученик Александра Родченко.

## Биография
Родился в Санкт-Петербурге в 1908 году.
Окончил ВГИК по специальности «оператор».
До 1931 года работал в кино ассистентом оператора и фотографом.
Фотографии учился у Александра Родченко, Аркадия Шайхета, Семёна Фридлянда, Макса Альперта.
Первая публикация — в 1926 году.
Мастер жанрового фотоочерка и документального репортажа.
В 1938 году участвовал в эвакуации экспедиции И. Д. Папанина с дрейфующей станции «Северный полюс», создал серию фотоочерков.
В 1938—1941 годах — ведущий фоторепортёр журнала «СССР на стройке», ответственный редактор журнала «Советское фото».
В 1941—1945 годы был корреспондентом газеты «Красная Звезда», Совинформбюро. Вместе с Константином Симоновым в 1941 году находился в осаждённой Одессе, в Крыму, снимал лётчиков, моряков кораблей, морских пехотинцев.
В 1946—1954 годы работал для журналов «Огонёк», «Смена», с 1954 года — для журнала «Советский Союз», сотрудничал в газетах «Правда», «Известия».
Творчество Халипа 1950—1970-х годов включает большую серию работ, посвящённых послевоенному восстановлению, фотоочерков о деятелях науки и культуры, жизни народов различных стран.
Стиль его фотографий можно назвать выражением духа современной ему эпохи. Его первый профессиональный фотокадр был сделан на похоронах В. И. Ленина в 1924 году.
Признание пришло к Халипу в 30-е годы. Широкую известность получили его довоенные репортажные снимки, рассказывающие о службе военных моряков, стройках в разных частях страны. Наиболее известные фотографии тех лет — «Торпедист», «В дозоре», «На страже», «Дирижабль над Москвой», отличаются динамичностью изображения, особенным композиционным, в ряде случаев, диагональным решением кадра. Особый «конструктивистский стиль» этих фотографий приписывается влиянию Родченко, с которым Халип сотрудничал в журнале «СССР на стройке». Съёмка Ивана Папанина и троих его соратников на дрейфующей станции «Северный полюс» стала уникальным документом советской истории.
Послевоенное время принесло новые образы, эпоха «оттепели» дала бо́льшую свободу самовыражения и добавила интересных сюжетов. Работа в журнале «Советский Союз» дала возможность путешествовать. Это период романтичной, художественной фотографии Якова Халипа, где минутное настроение автора, его любование красотой пейзажа, сюжета или образа переживается особенно остро.
Яков Халип оставил уникальный архив негативов и фотографий. Его работы сегодня находятся в коллекциях многих музеев и фотогалерей Европы и Америки, появляются на международных аукционах.
Похоронен на Донском кладбище Москвы (участок 15, родственное захоронение).

## Награды
- орден «Знак Почёта» (первый награждённый журналист)
- орден Отечественной войны II степени
- орден Дружбы народов (1978)
- медали

## Персональные выставки
2016 — Персональная выставка-ретроспектива творчества Якова Халипа. Центр Фотографии имени братьев Люмьер, Москва
2008 — Персональная выставка Якова Халипа к 100-летию со дня рождения. Фотогалерея имени братьев Люмьер, Москва.
2003 — Персональная выставка Якова Халипа. Фотогалерея имени братьев Люмьер, Москва.
1975 — Персональная выставка Якова Халипа. Финляндия
1963, 1965, 1967 — Персональная выставка Якова Халипа. Чехословакия
1967—1968 — Персональная выставка Якова Халипа. Москва
1960 — Выставка советских фотографий (представлено 70 работ Я. Халипа). Лондон, Эдинбург

## Книги с участием Якова Халипа
- Подвиг, достойный Сталинской эпохи: Фотосерия. Фото: Героев Советского Союза И. Папанина, Э. Кренкеля, П. Ширшова и Е. Фёдорова, спецкоров Союзфото на «Таймыре» и «Ермаке» орденоносцев Я. Халипа и С. Лоскутова, спецкора «Известий» орденоносца Э. Виленского, кинооператора орденоносца М. Трояновского и др. Оформление художников А. Родченко и В. Степановой. Составил В. Казулин. — М.: Союзфото — Фотохудожник, 1938. 1 л. тит., 41 л. с фотомонтажами. 30 х 20 см. Тираж 3000 экз.
- Антология Советской фотографии, 1917—1940. М.: Планета, 1986.
- Антология Советской фотографии, 1941—1945. М.: Планета, 1987.
- Propaganda & Dreams. Stemmle, 1999. ISBN 3-908161-80-0
- Idea Photographic: After Modernism. 2002.
- Издание серии «Антология русской фотографии XX века». Москва, 2007. «Фото 60-70»
- Покорение. Наследник авангарда Яков Халип. Paulsen, Москва, 2016. ISBN 978-5-98797-124-6
- The Conquest. Yakov Khalip, Heir To The Russian Avant-Guard. Paulsen, Moscow, 2016. ISBN 978-5-98797-129-1